# Geoffrey de Havilland
Geoffrey de Havilland  (27 de julio de 1882 – 21 de mayo de 1965) fue un pionero de la aviación e ingeniero aeronáutico británico. Su Mosquito fue considerado en su época como el aeroplano de guerra más versátil jamás construido.

## Biografía

### Primeros años
Nació el 27 de julio de 1882 en Magdala House, Terriers, High Wycombe, Buckinghamshire, de Havilland era el segundo de los hijos del reverendo Charles de Havilland y su primera esposa, Alice Jeannette. fue educado en el King Edward VI College de Nuneaton, (St. Edward's School de Oxford) y en el Crystal Palace School de Ingeniería (desde 1900 hasta 1903). 
Tras concluir sus estudios de ingeniería, sus primeros intereses de dirigieron hacia la automoción, y en este periodo, se dedicó a construir coches y motocicletas. Entró como aprendiz en la empresa Willans & Robinson de Rugby, después trabajó como delineante para Wolseley Motor Company de Birmingham, trabajo del que dimitió un año después. Posteriormente, pasó dos años trabajando en una oficina de diseño en Walthamstow.
Tras casarse en 1909, se embarcó en su carrera de diseñador, constructor y piloto de aeronaves, que serían su vocación el resto de su vida.

### Carrera  aeronáutica
Su primer avión, fue construido con dinero prestado por su abuelo materno, y le tomó dos años construirlo para que se estrellara tras un corto primer vuelo cerca de Litchfield, Hampshire. Hoy en día, ese lugar está marcado con un monumento. Los diseños posteriores fueron más exitosos: en 1912 estableció un nuevo récord británico de altitud, con 10,500 pies (3,2 km) con un aparato diseñado por él; Geoffrey sería el diseñador, y su hermano Hereward el piloto de pruebas.
En diciembre de 1910, de Havilland se unió a la fábrica HM Balloon de Farnborough, la cual había sido designada como Royal Aircraft Factory. Vendió su segundo avión (el cual había usado para aprender a volar) a su nuevo empleador por 400 libras, siendo designado F.E.1 Este aparato fue el primer avión en tener una designación oficial de la Royal Aircraft Factory. Los siguientes tres años, de Havilland diseñó, o participó en el diseño de varios tipos experimentales de la "Factory".
En enero de 1914, fue nombrado inspector de aeronaves del directorio de inspección aeronáutica. Infeliz por tener que abandonar el trabajo de diseño, fue reclutado como jefe de diseño de Airco, en Hendon. Diseñó varias aeronaves para Airco, todas designadas usando sus iniciales DH. Varios diseños de Havilland fueron utilizados durante la Primera Guerra Mundial por el Royal Flying Corps y posteriormente por la Royal Air Force.
Airco fue comprada por BSA Company pero BSA estaba únicamente interesada en las fábricas de producción de automóviles. De Havilland compró por 20.000 £ los activos relevantes para fundar en 1920 de Havilland Aircraft Company en el aeródromo Stag Lane, Edgware donde de Havilland y su empresa, diseñaron y construyeron gran número de aviones, incluida la familia de aviones  Moth. En 1933 la compañía se trasladó al aeródromo Hatfield de Hertfordshire. Uno de sus papeles en la empresa era el de piloto de pruebas en todos aquellos aparatos en los que él quisiera volar.
Los aviones de la compañía, y particularmente el Mosquito, jugaron un extraordinario papel en la Segunda Guerra Mundial, por lo que de Havilland fue nombrado Sir en 1944.
Geoffrey de Havilland controló la compañía hasta que fue comprada por Hawker Siddeley Company en 1960.

### Retiro y muerte
En 1955, de Havilland se retiró de la vida pública y de la dirección de su compañía, aunque continuó ostentando el título de presidente de la misma. Siguió volando hasta más de los setenta años.  Murió a la edad de 82 años, de una hemorragia cerebral el 21 de mayo de 1965 en el hospital Watford Peace Memorial, de Hertfordshire.

### Honores
En 1918, de Havilland recibió la Orden del Imperio Británico y en 1934, el CBE (Commander of the British Empire). También recibió la Cruz de la Fuerza Aérea en 1919, en reconocimiento a sus servicios durante la Primera Guerra Mundial, y fue nombrado Sir en 1944. Recibió la Orden del Mérito en 1962. Asimismo, recibió numerosas medallas nacionales e internacionales, y menciones de distintas instituciones universitarias y de ingeniería.

### Familia
Las famosas actrices Olivia de Havilland y Joan Fontaine eran primas de Geoffrey de Havilland, ya que su padre Charles y el de ellas, Walter, eran hermanastros.
En 1909, de Havilland se casó con Louise Thomas, que había sido institutriz de las hermanas de Havilland. Tuvieron tres hijos.
Dos de ellos murieron como pilotos de pruebas en aeronaves de Havilland. Uno de ellos (también llamado Geoffrey) realizó los primeros vuelos del Mosquito y del Vampire y falleció al realizar un picado con el DH.108 Swallow a una velocidad cercana a la del sonido. Su hijo más joven, John, murió en una colisión aérea en 1943. Louise sufrió una crisis nerviosa tras estas muertes, y falleció en 1949.
En 1951, de Havilland volvió a casarse con la divorciada Joan Mary Frith.
En 1979, la autobiografía de Geoffrey de Havilland, Sky Fever fue publicada por Peter y Anne de Havilland.